# La Terre vaine
 (juin 2021).
Si vous disposez d'ouvrages ou d'articles de référence ou si vous connaissez des sites web de qualité traitant du thème abordé ici, merci de compléter l'article en donnant les références utiles à sa vérifiabilité et en les liant à la section « Notes et références ».
La Terre vaine (en anglais The Waste Land, parfois traduit par La Terre Gaste) est un long poème du poète américain (il n'est pas encore naturalisé britannique) T. S. Eliot, publié en 1922.
Ce poème précède Anabase, œuvre de 1924 du poète français Saint-John Perse, à laquelle on le compare fréquemment.

## Le poème
The Waste Land est un long poème en 433 vers. Mêlant imagerie et symbolisme, angoisse et désespoir nés de la guerre, dans un style jusqu'alors inédit fait de changements brusques de narrateur, de temps et de lieu, cette épopée moderniste condensée est considérée à la fois comme le chef-d'œuvre de T. S. Eliot et comme un classique de la poésie anglo-saxonne du XXe siècle. Certaines de ses phrases sont même entrées dans l'anglais courant :
- « April is the cruellest month » : « Avril est le mois le plus cruel », vers issu des Contes de Canterbury de Chaucer et repris par Eliot grâce au concept de « corrélat objectif », comme il le définit lui-même dans ses œuvres critiques et dans sa thèse ;

- « I will show you fear in a handful of dust » : « Je te montrerai la peur dans une poignée de poussière » ;

- « Shantih shantih shantih » : répétition du mot signifiant « paix » en sanskrit. Eliot termine le poème par cette formule, en lui donnant la signification suivante « La paix qui dépasse l'entendement[2] ».

## Réponse
Le poème Poussière de l'Italien Carlo Bordini se présente par bien des aspects comme une réponse à La Terre vaine[réf. souhaitée].